# Gamalero
Gamalero is een gemeente in de Italiaanse provincie Alessandria (regio Piëmont) en telt 787 inwoners (31-12-2004). De oppervlakte bedraagt 12,2 km², de bevolkingsdichtheid is 65 inwoners per km².
De volgende frazioni maken deel uit van de gemeente: San Rocco.

## Demografie
Gamalero telt ongeveer 364 huishoudens. Het aantal inwoners daalde in de periode 1991-2001 met 0,1% volgens cijfers uit de tienjaarlijkse volkstellingen van ISTAT.
| Jaar | Inwoneraantal |
| ---- | ------------- |
| 1991 | 779           |
| 2001 | 778           |

## Geografie
De gemeente ligt op ongeveer 142 m boven zeeniveau.
Gamalero grenst aan de volgende gemeenten: Carentino, Cassine, Castellazzo Bormida, Castelspina, Frascaro, Mombaruzzo (AT), Sezzadio.